# Campionati europei di 470 1990
I Campionati europei di 470 1990 si sono svolti a Marina di Carrara, in Italia, dal 5 al 14 luglio 1990.

## Podi
| Evento        | Oro                                         | Argento                              | Bronzo                                       |
| 470 Open      | Italia Giovanni Cassinari Daniele Cassinari | Svizzera Stefan Seger Dominik Liener | Germania Ovest Rainer Schulz Frank Thieme    |
| 470 Femminile | Francia Florence Lebrun Odile Barre         | Spagna Núria Bover Irene Martín      | Germania Ovest Tanja Stemler Sabine Lenkmann |

## Medagliere
| Posiz. | Nazione        | Oro | Argento | Bronzo | Totale |
| ------ | -------------- | --- | ------- | ------ | ------ |
| 1      | Italia         | 1   | 0       | 0      | 1      |
| 1      | Francia        | 1   | 0       | 0      | 1      |
| 3      | Svizzera       | 0   | 1       | 0      | 1      |
| 3      | Spagna         | 0   | 1       | 0      | 1      |
| 4      | Germania Ovest | 0   | 0       | 2      | 2      |
| Totale | Totale         | 2   | 2       | 2      | 6      |